# نويل سبينكير
نويل سبينكير (بالإنجليزية: Noel Spencer)‏ (26 يوليو 1977 بولونغونغ في أستراليا - ) هو لاعب كرة قدم أسترالي في مركز الوسط. شارك مع منتخب أستراليا الوطني لكرة القدم تحت 23 سنة. أما مع النوادي، فقد لعب مع سنترال كوست مارينرز ونيوكاسل يونايتد جتس ووولونغونغ وKemblawarra Fury FC ‏ وNorth West Sydney Spirit FC ‏ ونادي باراماتا ‏.

## وصلات خارجية
- نويل سبينكير على موقع قاعدة بيانات كرة القدم.إي يو (الإنجليزية)
- نويل سبينكير على موقع Soccerway.com (الإنجليزية)